# Territorio di Gerusalemme dipendente dal Patriarcato dei melchiti

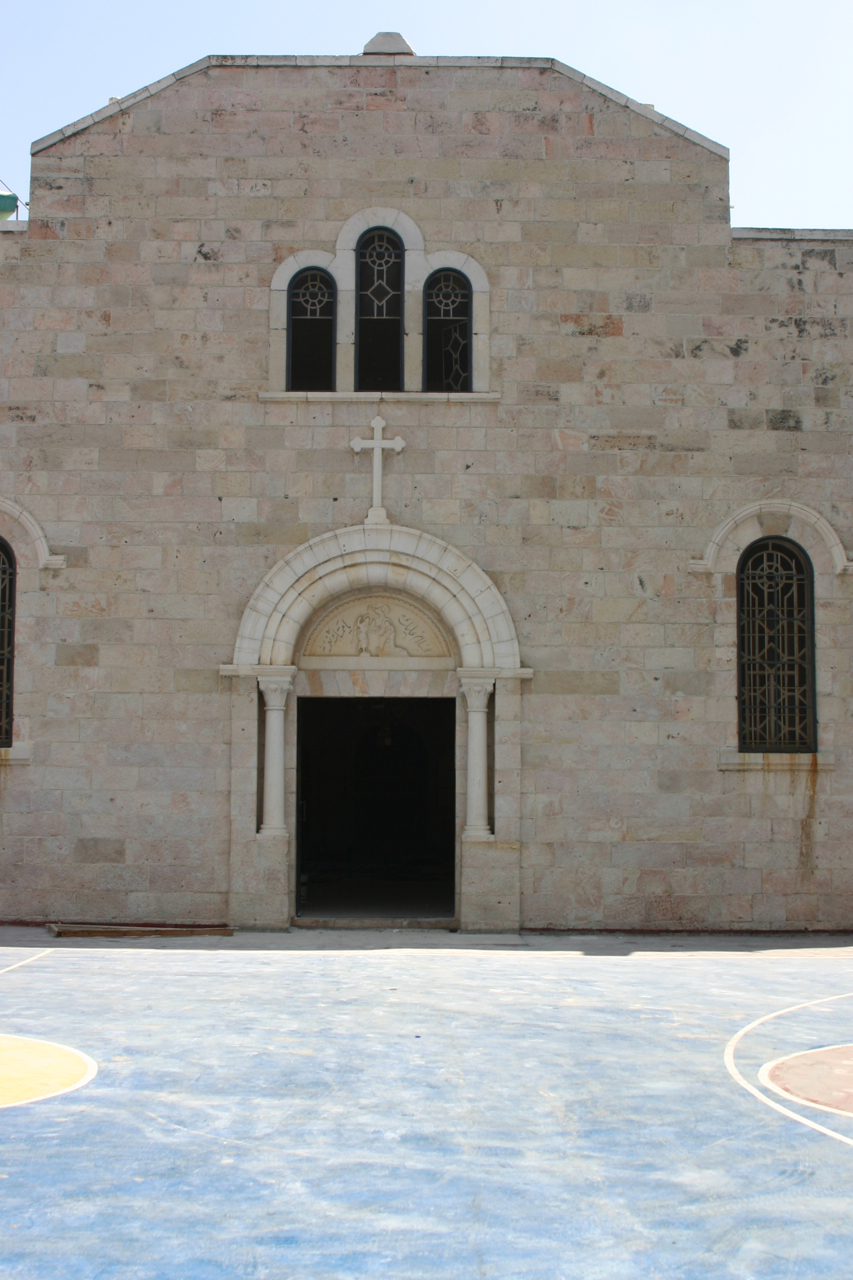
La parrocchia dell'Annunciazione a Ramallah.

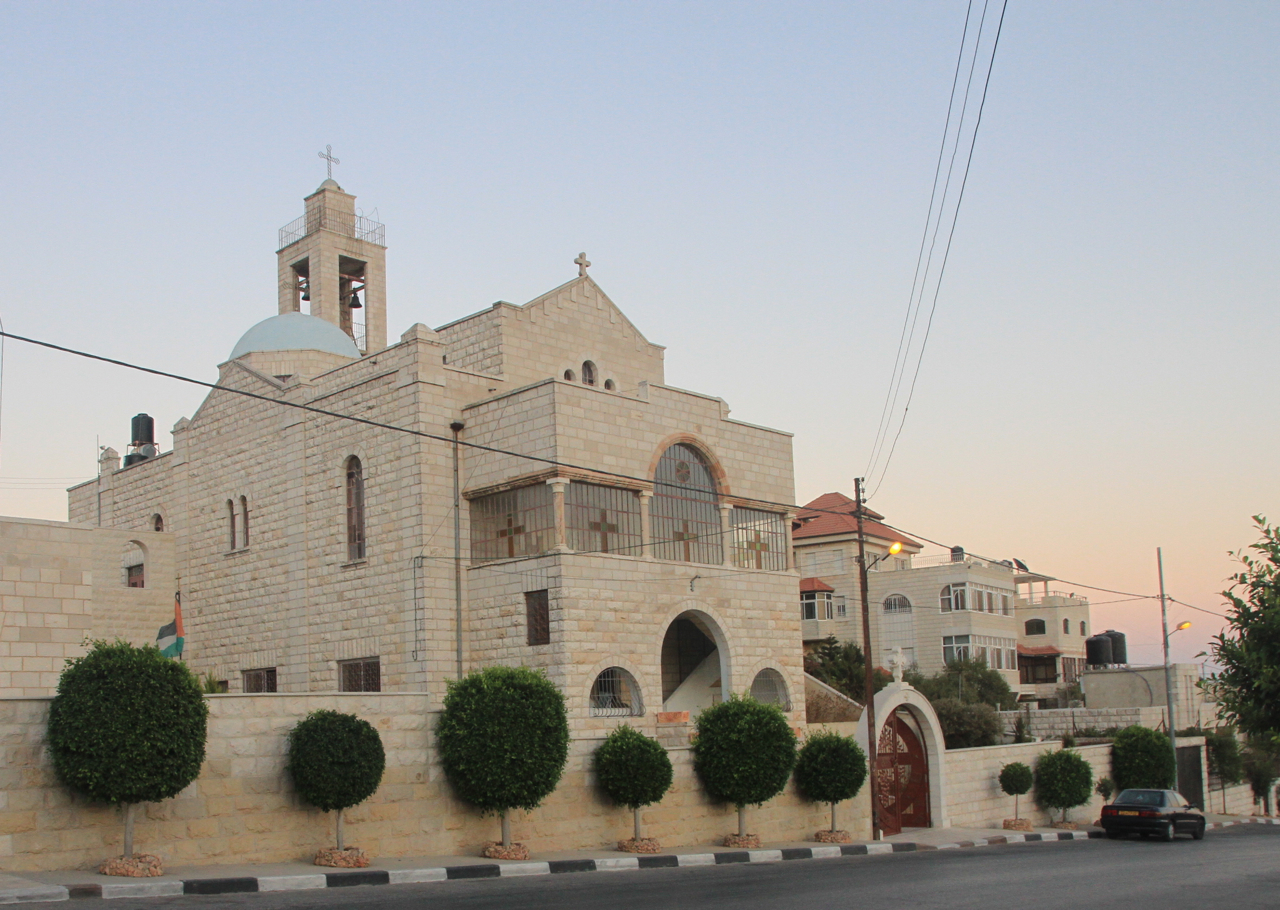
La parrocchia di San Giorgio a Taybeh.

Il territorio di Gerusalemme dipendente dal Patriarcato dei melchiti è una sede della Chiesa cattolica greco-melchita immediatamente soggetta al patriarca di Antiochia dei melchiti. Nel 2022 contava 3.900 battezzati. Il vicario patriarcale è l'arcivescovo Yasser Ayyash.

## Territorio
La circoscrizione ecclesiastica comprende il territorio centro-meridionale dello Stato di Israele, i territori centrali e meridionali della Cisgiordania e la Striscia di Gaza.
Il vicario patriarcale risiede a Gerusalemme, dove si trova la cattedrale di Nostra Signora dell'Annunciazione.
Il territorio è suddiviso in 8 parrocchie:
- la parrocchia della cattedrale a Gerusalemme;
- la parrocchia della Presentazione di Gesù al Tempio a Beit Hanina;
- la parrocchia di Nostra Signora dell'Annunciazione a Giaffa;
- la parrocchia di San Giorgio a Taybeh;
- la parrocchia di Nostra Signora dell'Annunciazione a Ramallah;
- la parrocchia di Nostra Signora dei Pastori a Beit Sahour;
- la parrocchia della Madre di Dio a Betlemme;
- la parrocchia della Decollazione di San Giovanni Battista a Rafidia (Nablus).

## Storia
A partire dal 1772, come ricorda l'Orientalium Dignitas di papa Leone XIII, il patriarca di Antiochia divenne amministratore di Gerusalemme per i melchiti della Palestina. A partire dal 1838, il patriarca melchita assume il titolo di patriarca di Antiochia e di tutto l'Oriente, di Alessandria e di Gerusalemme.
In quanto sede propria del patriarca, l'arcieparchia è retta da un vicario patriarcale, che la governa a nome del patriarca, da cui la sede dipende. Spesso i vicari sono stati semplici sacerdoti.
Fu il patriarca Maximos III Mazloum a consacrare la cattedrale dell'Annunciazione, il 24 maggio 1848.
Tra i vicari patriarcali si ricorda in modo particolare Hilarion Capucci, arrestato dalla autorità israeliane nel 1974 per contrabbando di armi a favore dell'Esercito di Liberazione della Palestina, condannato da un tribunale e rilasciato dopo pressioni della Santa Sede nel 1978.

## Cronotassi dei vicari patriarcali
- Elias (Meletios) Fendeh † (2 febbraio 1838 consacrato - 14 novembre 1851 nominato eparca di Baalbek)
- Ambroise Basile Abdo † (1860 - 15 novembre 1866 nominato eparca di Zahleh e Furzol)
- Ambroise Basile Abdo † (24 dicembre 1875 - 1876 deceduto) (per la seconda volta)
- Germano Muʿaqqad † (1880 - 1886 nominato eparca di Baalbek)
- Eutimio Zulhof, B.S. † (1886 - 13 giugno 1886 nominato arcieparca di Tiro)
- Joseph Cadi † (1895 - 1898 dimesso)
- Paul-Raphaël Abi Mourad † (1903 - 1919 dimesso)
- Cyrille Riza (Rizq) † (1921 - 1926 dimesso)
- Mikhayl Assaf † (1948 - 19 settembre 1948 nominato arcieparca di Petra e Filadelfia)
- Gabriel Abu Saada † (1948 - 1º marzo 1965 deceduto)
- Hilarion Capucci, B.A. † (30 luglio 1965 - 1974 dimesso)
- Loutfi Laham (1974 - 29 novembre 2000 eletto patriarca di Antiochia)
- Mtanios Haddad, B.S. (2000 - 2006 dimesso)
- Georges Michel Bakar (9 febbraio 2006 - 5 gennaio 2008 dimesso)
- Joseph Jules Zerey (4 giugno 2008 - 5 febbraio 2018 ritirato)
- Yasser Ayyash, dal 9 febbraio 2018

## Statistiche
Il territorio nel 2022 contava 3.900 battezzati.
| anno | popolazione | popolazione | popolazione | presbiteri | presbiteri | presbiteri | presbiteri                | diaconi | religiosi | religiosi | parrocchie |
| anno | battezzati  | totale      | %           | numero     | secolari   | regolari   | battezzati per presbitero | diaconi | uomini    | donne     | parrocchie |
| ---- | ----------- | ----------- | ----------- | ---------- | ---------- | ---------- | ------------------------- | ------- | --------- | --------- | ---------- |
| 1969 | 6.500       | ?           | ?           | 18         | 7          | 11         | 361                       |         | 11        | 65        | 9          |
| 2005 | 3.300       | ?           | ?           | 15         | 5          | 10         | 220                       |         | 24        | 27        | 8          |
| 2011 | 3.300       | ?           | ?           | 10         | 7          | 3          | 330                       | 2       | 13        | 28        | 8          |
| 2012 | 3.300       | ?           | ?           | 12         | 7          | 5          | 275                       | 2       | 15        | 28        | 8          |
| 2015 | 3.160       | ?           | ?           | 12         | 8          | 4          | 263                       | 2       | 4         | 32        | 8          |
| 2018 | 3.783       | ?           | ?           | 14         | 9          | 5          | 270                       | 6       | 5         | 23        | 7          |
| 2020 | 3.762       | ?           | ?           | 12         | 7          | 5          | 313                       | 5       | 5         | 23        | 7          |
| 2022 | 3.900       | ?           | ?           | 12         | 7          | 5          | 325                       | 5       | 5         | 10        | 7          |